# Tó Cruz
Tó Cruz, TC ou António TC Cruz são nomes artísticos do cantor português António José Ramos da Cruz, nascido em Lisboa em 9 de Julho de 1967.

## Biografia
Iniciou-se na música aos 16 anos tocando em bares e discotecas de Lisboa. Aos 18 anos foi viver para o Algarve, onde formou a sua primeira banda e tocava e cantava alguns temas originais e outros já conhecidos dentro da área soul, funk e R&B.
Fez parte do grupo Bla, Bla, Magazine. Entretanto fez várias outras coisas, não só estar integrado em alguns projectos como baixista ou vocalista, às vezes as duas coisas. Também fez coros para outros artistas, trabalhos de publicidade para rádio e televisão, ainda trabalhou com Sara Tavares quando ela participou e ganhou o Festival RTP da Canção, em 1994.
É um dos concorrentes do programa televisivo Selecção Nacional da RTP e vence o Festival RTP da Canção de 1995 com "Baunilha e chocolate", sendo o representante de Portugal no Festival da Eurovisão desse ano.
Entretanto grava para a Walt Disney a voz de Quasimodo do filme O Corcunda de Notre Dame, personagem a quem voltou a dar voz na sequela deste filme. Cantou também as músicas da personagem principal do filme A Espada Mágica.
Muda de nome para TC e lança o seu álbum de estreia em 1998. O disco contou com a colaboração de Luís Oliveira. Alma Nua foi lançado internacionalmente pela Emarcy, uma etiqueta da prestigiada editora Verve, e TC é elogiado na revista Billboard. No entanto o disco falha em termos de vendas.
O álbum Camaleão, o lançamento seguinte, inclui remisturas do seu disco de estreia e um dueto com a cantora brasileira Ivete Sangalo.
Vai viver para o Estados Unidos e adopta um novo nome: António TC Cruz.
Edita apenas nos Estados Unidos o álbum António TC Cruz, cantado em inglês. Uma edição da editora
norteamericana Mendes Brothers Records. O disco conta com a participação da cantora pianista e violinista E’lissa Jones, Cleusa Alfama e o rapper Gava de Brooklyn. Graças a "Truth and Commitment" recebeu uma pre-nomeação para os Grammy Music Awards na categoria de melhor performance vocal masculina, em 2004.
O seu quarto álbum a solo é uma simbiose de morna, fado e soul music.
O tema "Semente" é incluído na banda sonora da "Mundo Meu" e "Destinos" aparece em "Queridas Feras", ambas telenovelas da TVI.
Em Portugal dá alguns concertos com o seu coro gospel/funk.
Participa numa versão de "Georgia on my Mind", incluída no disco da madeirense Angelina Vieira Santos.
Mais recentemente voltou a trabalhar para a Walt Disney, cantando a parte masculina da música "Isso é Amor" do filme Uma História de Encantar.
No seu currículo consta a participação nas gravações de artistas nacionais, tais como Rão Kyao ou Paulo de Carvalho, assim como músicos africanos ou italianos como Laura Pausini.

## Discografia
- Alma Nua (1998) (Universal Portugal / Emarcy)
- Camaleão (2000) (Universal Portugal)
- António TC Cruz (2003) (Mendes Brothers Records)